# Орешенский сельсовет
Орешенский сельсовет - сельское поселение в Манском районе Красноярского края.
Административный центр - посёлок Орешное.

## Население
| 2010 | 2012 | 2013 | 2014 | 2015 | 2016 | 2017 |
| ---- | ---- | ---- | ---- | ---- | ---- | ---- |
| 486  | ↘473 | ↘471 | ↘458 | ↘457 | ↘444 | ↘429 |

## Состав сельского поселения
В состав сельского поселения входят 2 населённых пункта:
| № | Населённый пункт | Тип населённого пункта          | Население |
| - | ---------------- | ------------------------------- | --------- |
| 1 | Орешное          | посёлок, административный центр | 390       |
| 2 | Пимия            | посёлок                         | 96        |

## Местное самоуправление
Орешенский сельский Совет депутатов
Дата избрания: 14.03.2010. Срок полномочий: 4 года. Количество депутатов:  7
Глава муниципального образования
- Коваленко Виктор Яковлевич. Дата избрания: 14.03.2010. Срок полномочий: 4 года